# Hyllus acutus
Hyllus acutus là một loài nhện trong họ Salticidae.
Loài này thuộc chi Hyllus. Hyllus acutus được John Blackwall miêu tả năm 1877.